# Naftali Bar-Giora
Naftali Bar-Giora, auch Naftali Bar-Giora Bamberger, (hebräisch נפתלי בר גיורא; geboren als Naftali Bamberger 22. Juli 1919 in Hamburg; gestorben im Januar 2000 in Jerusalem) war ein israelischer Verbandsfunktionär und Historiker deutscher jüdischer Friedhöfe.

## Leben
Naftali Bamberger war ein Sohn des Hamburger Rabbiners Selig Pinchas Bamberger (1872–1936) und der aus Kopenhagen stammenden Malchen Katzenstein (1886–1982). Er hatte vier Geschwister, von denen zwei Opfer des Holocaust wurden. Bamberger besuchte von 1925 bis 1933 die Talmud-Thora-Schule in Hamburg. Nach der Machtergreifung der Nationalsozialisten emigrierte er 1933 nach Palästina. Nun unter dem Namen Naftali Bar-Giora machte er eine Tischlehre in Tel-Aviv und war von 1938 an Lehrer an der Landwirtschaftsschule Mikwe Israel. Ab 1940 arbeitete er bei der Jewish Agency im Organisationsbereich Alija aus Nordafrika. 
Er heiratete 1944 die Wiener Emigrantin Lea Jaffa Schoen, sie hatten drei Kinder. 1948 nahm er als Angehöriger der Haganah am Israelischen Unabhängigkeitskrieg teil. 1954/55 war er für die Jewish Agency in Mumbai in Indien eingesetzt und 1957/59 in London, wo er gleichzeitig an der London School of Economics (LSE) studierte. 1960/62 war er in Paris tätig und 1965/66 in Genf als Delegierter für Europa und Nordamerika zuständig. Bar-Giora rückte 1968 zum stellvertretenden Generaldirektor der Jewish Agency auf. Ab 1973 leitete er die Einwanderungsabteilung der World Zionist Organization (WZO).
Nach seiner Pensionierung richtete sich sein Interesse auf die Relikte jüdischer Kultur in Deutschland und dabei auch auf die Geschichte der Familie Bamberger unter seinen Ahnen. Naftali Bar-Giora Bamberger, wie er nun in Deutschland genannt wurde, wirkte ab 1984 mit an mehreren Memorbüchern zu jüdischen Gemeinden in Deutschland aus der Zeit vor der Shoa und zu deren überkommenen Friedhöfen. Die Ergebnisse der Archivforschungen und Vorortaufnahmen wurden von den kommunalen Auftraggebern unter seiner Mitarbeit zu regionalen Ausstellungen aufbereitet. 
Im Jahr 1994 wurde Bar-Giora Bamberger mit der Hamburger Medaille für Kunst und Wissenschaft ausgezeichnet und 1997 erhielt er das Bundesverdienstkreuz Erster Klasse.

## Schriften (Auswahl)
- Indische Reise (he), 1953

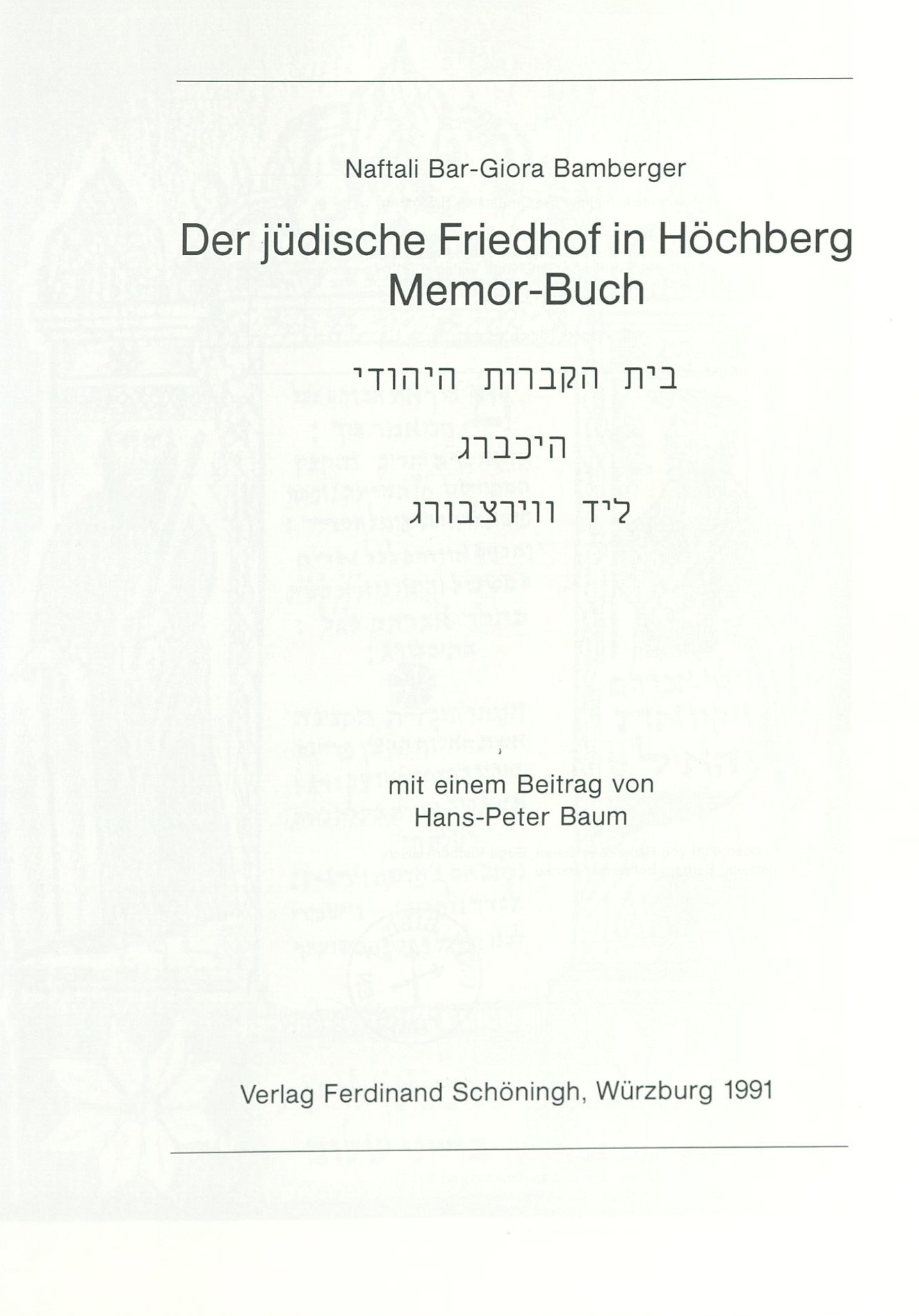
Jüdischer Friedhof in Höchberg (1991)

- Geschichte der Siedlung Sede Eliyahu (he), 1956
- Mitarbeit: Der jüdische Friedhof in Neuwied-Niederbieber : Memor-Buch. Neuwied: Deutsch-Israelischer Freundeskreis, 1987
- Mitarbeit: Memor-Buch : die jüdischen Friedhöfe Jebenhausen und Göppingen. Göppingen: Stadtarchiv, 1990
- Mitarbeit: Der jüdische Friedhof in Höchberg : Memor-Buch. Würzburg : Schöningh, 1991
- Mitarbeit: Der jüdische Friedhof in Celle : Memor-Buch. Heidelberg : Winter, 1992
- Der jüdische Friedhof in Gailingen. Gailingen : Gemeinde Gailingen, 1994
- Mitarbeit: Die jüdischen Friedhöfe in Wandsbek : Memor-Buch. Hamburg : Dölling und Galitz, 1997
- Mitarbeit: Der jüdische Friedhof in Schmieheim : Memor-Buch. Gemeinde Kippenheim, 1999
- Die jüdischen Friedhöfe im Hohenlohekreis. Künzelsau : Swiridoff, 2002